# FDJ-Big Mat/Saison 2012
Dieser Artikel listet Erfolge und Fahrer des Radsportteams FDJ-Big Mat in der Saison 2012 auf.

## Erfolge in der UCI WorldTour
Bei den Rennen der UCI WorldTour im Jahr 2012 gelangen dem Team nachstehende Erfolge.
| Datum      | Rennen                          | Sieger           |
| ---------- | ------------------------------- | ---------------- |
| 8. Juni    | 5. Etappe Critérium du Dauphiné | Arthur Vichot    |
| 8. Juli    | 8. Etappe Tour de France        | Thibaut Pinot    |
| 16. Juli   | 15. Etappe Tour de France       | Pierrick Fédrigo |
| 19. August | Vattenfall Cyclassics           | Arnaud Démare    |

## Erfolge in der UCI Asia Tour
Bei den Rennen der UCI Asia Tour im Jahr 2012 gelangen dem Team nachstehende Erfolge.
| Datum       | Rennen                  | Kat. | Fahrer        |
| ----------- | ----------------------- | ---- | ------------- |
| 10. Februar | 6. Etappe Tour of Qatar | 2.HC | Arnaud Démare |

## Erfolge in der UCI Europe Tour
Bei den Rennen der UCI Europe Tour im Jahr 2012 gelangen dem Team nachstehende Erfolge.
| Datum         | Rennen                                      | Kat. | Sieger               |
| ------------- | ------------------------------------------- | ---- | -------------------- |
| 1. Februar    | 1. Etappe Étoile de Bessèges                | 2.1  | Nacer Bouhanni       |
| 26. Februar   | Les Boucles du Sud Ardèche                  | 1.1  | Rémi Pauriol         |
| 29. Februar   | Le Samyn                                    | 1.1  | Arnaud Démare        |
| 4. März       | 2. Etappe Driedaagse van West-Vlaanderen    | 2.1  | Arnaud Démare        |
| 18. März      | Cholet-Pays de Loire                        | 1.1  | Arnaud Démare        |
| 25. März      | 3. Etappe Critérium International           | 2.HC | Pierrick Fédrigo     |
| 16. Mai       | 1. Etappe Circuit de Lorraine               | 2.1  | Nacer Bouhanni       |
| 16.–20. Mai   | Gesamtwertung Circuit de Lorraine           | 2.1  | Nacer Bouhanni       |
| 15. Juni      | 2. Etappe Route du Sud                      | 2.1  | Arnaud Démare        |
| 20. Juni      | Halle–Ingooigem                             | 1.1  | Nacer Bouhanni       |
| 24. Juni      | Französische Meisterschaft – Straßenrennen  | CN   | Nacer Bouhanni       |
| 24. Juni      | Belarussische Meisterschaft – Straßenrennen | CN   | Jauheni Hutarowitsch |
| 21. Juli      | 1. Etappe Tour de Wallonie                  | 2.HC | Nacer Bouhanni       |
| 2. August     | 2. Etappe Paris–Corrèze                     | 2.1  | Kenny Elissonde      |
| 7. August     | 1. Etappe Tour de l’Ain                     | 2.1  | Jauheni Hutarowitsch |
| 8. August     | 2a. Etappe Tour de l’Ain                    | 2.1  | Jauheni Hutarowitsch |
| 11. August    | 5. Etappe Tour de l’Ain                     | 2.1  | Thibaut Pinot        |
| 17. August    | 4. Etappe Tour du Limousin                  | 2.HC | Jérémy Roy           |
| 30. September | 4. Etappe Circuit Franco-Belge              | 2.1  | Nacer Bouhanni       |

## Erfolge in der Cyclocross Tour
Bei den Rennen der UCI-Cyclocross-Saison 2011/12 gelangen dem Team nachstehende Erfolge.
| Datum        | Rennen                                                   | Fahrer            |
| ------------ | -------------------------------------------------------- | ----------------- |
| 30. Oktober  | Challenge la France de Cyclocross, Lignières-en-Berry    | Francis Mourey    |
| 1. November  | Cyclocross International de Marle, Marle                 | Francis Mourey    |
| 11. November | Cyclocross Nommay Pays de Montbéliard, Nommay            | Francis Mourey    |
| 13. November | Internationales Radquer Frenkendorf, Frenkendorf         | Francis Mourey    |
| 20. November | Challenge la France de Cyclocross, Rodez                 | Francis Mourey    |
| 11. Dezember | Challenge la France de Cyclocross, Besançon              | Francis Mourey    |
| 26. Dezember | Internationales Radquer Dagmersellen, Dagmersellen       | Francis Mourey    |
| 22. Januar   | Cyclocross International du Mingant Lanarvily, Lanarvily | Arnold Jeannesson |

## Abgänge – Zugänge
| Zugänge         | Team 2011           | Abgänge                         | Team 2012          |
| --------------- | ------------------- | ------------------------------- | ------------------ |
| David Boucher   | Omega Pharma-Lotto  | Wesley Sulzberger               | Orica GreenEdge    |
| Jussi Veikkanen | Omega Pharma-Lotto  | Gianni Meersman                 | Lotto Belisol Team |
| Gabriel Rasch   | Team Garmin-Cervélo | Olivier Bonnaire                | Unbekannt          |
| Arnaud Démare   | Neoprofi            | Frédéric Guesdon (bis 8. April) | Karriereende       |
| Kenny Elissonde | Neoprofi            |                                 |                    |

## Mannschaft
| Name                 | Geburtstag         | Nationalität |              |
| -------------------- | ------------------ | ------------ | ------------ |
| William Bonnet       | 25. Juni 1982      | Frankreich   |              |
| David Boucher        | 17. März 1980      | Frankreich   |              |
| Nacer Bouhanni       | 25. Juli 1990      | Frankreich   |              |
| Sandy Casar          | 2. Februar 1979    | Frankreich   |              |
| Steve Chainel        | 6. September 1983  | Frankreich   |              |
| Arnaud Courteille    | 13. März 1989      | Frankreich   |              |
| Mickaël Delage       | 6. August 1985     | Frankreich   |              |
| Arnaud Démare        | 26. August 1991    | Frankreich   |              |
| Kenny Elissonde      | 22. Juli 1991      | Frankreich   |              |
| Pierrick Fédrigo     | 30. November 1978  | Frankreich   |              |
| Arnaud Gérard        | 6. Oktober 1984    | Frankreich   |              |
| Anthony Geslin       | 9. Juni 1980       | Frankreich   |              |
| Jauheni Hutarowitsch | 29. November 1983  | Belarus      |              |
| Arnold Jeannesson    | 15. Januar 1986    | Frankreich   |              |
| Mathieu Ladagnous    | 12. Dezember 1984  | Frankreich   |              |
| Francis Mourey       | 8. Dezember 1980   | Frankreich   |              |
| Yoann Offredo        | 12. November 1986  | Frankreich   |              |
| Rémi Pauriol         | 4. April 1982      | Frankreich   |              |
| Cédric Pineau        | 8. Mai 1985        | Frankreich   |              |
| Thibaut Pinot        | 29. Mai 1990       | Frankreich   |              |
| Gabriel Rasch        | 8. April 1976      | Norwegen     |              |
| Dominique Rollin     | 29. Oktober 1982   | Kanada       |              |
| Anthony Roux         | 18. April 1987     | Frankreich   |              |
| Jérémy Roy           | 22. Juni 1983      | Frankreich   |              |
| Geoffrey Soupe       | 22. März 1988      | Frankreich   |              |
| Benoît Vaugrenard    | 5. Januar 1982     | Frankreich   |              |
| Jussi Veikkanen      | 29. März 1981      | Finnland     |              |
| Arthur Vichot        | 26. November 1988  | Frankreich   |              |
| Stagiaires           | Stagiaires         | Nationalität | Nationalität |
| Sébastien Bergeret   | Sébastien Bergeret | Frankreich   |              |
| Eduardo Sepúlveda    | Eduardo Sepúlveda  | Argentinien  |              |
| Émilien Viennet      | Émilien Viennet    | Frankreich   |              |